# Freistatt (Diepholz)
Freistatt is een gemeente in de Duitse deelstaat Nedersaksen. De gemeente maakt deel uit van de Samtgemeinde Kirchdorf in het Landkreis Diepholz. Freistatt telt 441 inwoners.
Voor een beschrijving van de Bethel-inrichtingen, die het grootste deel van het dorpje uitmaken, en de economie en geschiedenis ervan bepaalden,  zie Samtgemeinde Kirchdorf .
- Gemeinsame Normdatei: 4381684-8
- Virtual International Authority File: 234311595